# 꽃선비 열애사
《꽃선비 열애사》는 2023년 3월 20일부터 2023년 5월 16일까지 방송했던 SBS 월화 드라마였다.

## 기획의도
모든 고정관념을 타파한 하숙집 ‘객주 이화원’의 주인 윤단오와 비밀을 품은 하숙생 꽃선비 3인방 네 명의 청춘이 만들어내는 ‘상큼 발칙한 미스터리 밀착 로맨스'

## 제작진

### 제작사
- 아폴로픽쳐스
- 팬엔터테인먼트
- 스튜디오S

### 제작
- 이미지
- 김희열

### 극본
- 권음미 : MBC 수목 드라마 《종합병원 2》(공동 집필), MBC 수목 드라마 《로열 패밀리》, tvN 금토 드라마 《갑동이》(집필), MBC 월화 드라마 《캐리어를 끄는 여자》(집필) 집필
- 김자현

### 연출
- 김정민 : KBS 2TV 청춘 드라마 《일단 뛰어》(공동 연출), KBS 2TV 《KBS 드라마 스페셜 - 사랑팔아 닷.컴》(연출), KBS 2TV 《KBS 드라마 스페셜 - 가족의 비밀》(연출), KBS 2TV 수목 드라마 《2008 전설의 고향》(공동 연출), KBS 2TV 《KBS 드라마시티 - 사진검의 저주》(연출), KBS 2TV 《KBS 드라마시티 - 기방괴담》(연출), KBS 2TV 월화 드라마 《2009 전설의 고향》(공동 연출), KBS 2TV 수목 드라마 《공주의 남자》(공동 연출), KBS 2TV 수목 드라마 《조선 총잡이》(공동 연출), KBS 2TV 월화 드라마 《우리집에 사는 남자》(연출) KBS 2TV 월화 드라마 《암행어사: 조선비밀수사단》(연출) 연출, TV조선 토일 드라마 《대군 - 사랑을 그리다》(연출), TV조선 토일 드라마 《간택 - 여인들의 전쟁》(연출)

## 등장인물
- (†) 표시는 드라마 상에서 최종적으로 사망한 인물이다.

### 주요 인물
- 신예은 : 윤단오 역 (아역: 이소윤, 서은솔) - 객주 이화원 주인

조선식 하우스 푸어, 가진 거라곤 달랑 이화원 하나 뿐이다. 양반가의 금지옥엽 막내딸이었으나 아버지의 죽음 이후, 가세가 급격히 기운 탓에 더 이상 양반 아씨로만 살 수 없었다. 닭알 배달부터 주막 일손 돕기는 물론 늦은 시각 순라군들의 눈을 피해 은밀한 심부름까지 한다. 양반 이름에 먹칠 한다며 눈총도 받지만 단오는 당당하다. 제 식구 먹여 살리는 일에 부끄러운 게 어디 있어? 이화원을 지킬 수만 있다면 그 어떤 일도 할 수 있다. 어느 날 육호와 유하 둘뿐이던 이화원에 강산과 시열이 들어오며 꽤 시끌벅적해진다. 한 집에 훤칠한 사내가 셋이라니! 이화원에도 단오 마음에도 봄바람이 살랑 불어오나 싶던 그 때 청천벽력이 떨어진다. 돌아가신 아버지에게 빚이 있으니 이화원을 내놓으라는 것. 단오는 돈을 빌려줬다는 장태화를 찾아가 협상한다. 돈 대신 당신이 찾는 폐세손을 찾아주겠다고. 그저 이설을 찾기만 하면 되는 줄 알았다. 조금씩 이설의 실체에 가까워질수록 자신과 가족에게 일어날 위험까진 추호도 몰랐다. 단오가 이설을 찾으면 그는 정쟁의 희생양이 되어 목숨을 잃을 것이었다. 이제 단오의 선택만이 남았다.
이설을 지킬 것인가? 가족을 구할 것인가? 산의 아내.
- 려운 : 강산 역 (아역: 기은유, 오자훈) - 사라진 폐세손, 이설.

숨어 사는 삶은 녹록지 않았다. 육인회에게 쫓긴 이후로 언제 죽을지 모른다는 공포 속에 살아야 했다. 유모는 궁여지책으로 어린 이설을 양반가의 양자로 만들었지만 두려움까지 떨쳐낼 순 없었다. 비록 이설이라는 이름을 숨기고 강산으로 살아야 했지만 그의 목표는 뚜렷했다. 부모님의 원수를 갚고, 고통받는 백성과 조선을 구해내리라. 강산은 그 뜻을 이루기 위해 한 시도 손에서 검을 놓지 않으며 수련에 임했다. 지쳐 포기하고 싶을 때마다 버틸 수 있었던 것은 단오와의 약속 때문이었다. 다시 만나면 이름을 알려주겠다는, 그 약속을 지키기 위해. 길고 긴 지난한 시간을 버티며 강산은 생각했다. 정녕 이창을 죽이는 것이 정답일까. 내가 이창을 죽이고 용상에 오른다면 나 또한 이창과 다를 바 없는 것 아닌가. 강산은 그 답을 찾기 위해 한양으로 향했다. 다시 돌아온 한양에서 단오를 만났을 때 강산은 늘 그리던 단오의 얼굴을 한눈에 알아봤지만 단오는 영 못 알아보는 눈치였다. 단오를 향한 섭섭함이 연모로 바뀌는 시간은 오래 걸리지 않았다. 하지만 그 마음을 쉽게 내비치지 못한 것은 자신의 숙명 때문이었다. 조선의 세손으로서 광기에 잠식된 이창을 그냥 둘 수만은 없었다.
또 그것이 자신의 존재로 인해 많은 위험에 빠졌던 단오를 지키는 방법이라 생각했다. 단오의 남편. 단오를 사랑한다.
- 정건주 : 정유하 / 이겸 역 (아역: 구현) - 세자의 숨겨진 아들, 이겸.

정윤 대감 집 양자로 보내지기 전까지, 금령대군의 집에서 노비로 자랐다. 노비에서 양반가의 서자가 됐으니 비록 몸은 편해졌지만, 전혀 행복하지 않았다. 어미도, 핏줄도 모르는 서자라는 존재는 때론 노비보다도 못한 취급을 받아야 했으니까. 그럼에도 정윤 대감을 아버지로 알았기에 모진 시간을 버틸 수 있었는데 이제는 세자의 숨겨진 아들이라니.. 혼란스러웠지만 유하가 해야 할 일은 더욱 명확해졌다. 이창을 끌어내려 조선을 바로잡는 것. 반드시 그래야만 할 이유가 하나 더 늘었을 뿐, 바뀐 것은 없었다. 유하는 이제 용상을 꿈꾸기 시작했다. 이설이 나타나지 않는다면, 그 이름을 빌려서라도 그리할 것이다. 목인회를 속여야 한다면 그 또한 감수할 생각이다. 그것이 백성을 위한 길이라면 이젠 멈추지 않을 것이다. 다만 한가지 마음에 걸리는 것은 바로 단오였다. 유하가 목인회와 함께하는 동안 단오는 강산과 한층 더 가까워져 있었다.
이러다 영영 단오를 잃은 것은 아닐까..? 화령의 친아들. 임금.
- 강훈 : 김시열 역 (아역: 연오) - 이설 그림자, 파수꾼.

어린 시절 시열은 다른 아이들과 함께 암자에 갇혀 지내야만 했다. 파수꾼을 양성하는 그곳에서의 수련은 치열하고 냉혹했다. 혹독한 수련에 수많은 아이가 목숨을 잃었고 그 끝에 홀로 살아남은 시열은 파수꾼이 되어서야 암자에서 벗어날 수 있었다. 파수꾼이 되면 자유를 얻게 될 것이라는 생각은 여지없이 빗나갔다. 파수꾼은 왕가의 핏줄을 지켜야 할 숙명을 띈 존재기에. 강산을 지키기 위해서 그는 강산의 곁에 늘 은밀히 머물러 있어야만 했다. 육인회 여섯 무사들의 숨통을 전부 끊어 놓았으나 이설(강산)을 살렸다. 참담했으나 시열은 마음을 다잡았다. 그거면 됐다. 나는 대의를 위했을 뿐이다. 하지만 사람을 죽였다는 죄책감은 늘 밤잠을 설치게 했다. 시열이 평상시에 개미 한 마리도 죽이지 않는 것은 지금껏 죽여온 많은 생명에 대한 참회일지도 모른다. 숙명을 위해 자신을 포기한 채 살생을 하며 살아야 하는 비극적인 운명. 피로 얼룩진 빈 껍데기 같은 삶. 그것이 시열의 삶이었다. 이화원에서 마주친 홍주는 자신과 참 닮아있는 사람이었다. 마음이 폐허가 되어 껍데기만 남아있는 여인. 시열은 홍주의 마음을 채워주고 싶었다.
강산이 옥좌에 오르면 그래서 이 숙명의 굴레에서 벗어나면.. 이 여인과 함께 할 수 있으리라. 홍주의 남편.

### 이화원 사람들
- 조혜주 : 윤홍주 (여, 20대 중반) 역 - 이화원 첫째 딸

한양에서 두 번째라고 하면 속상할 미색을 날리던 여인이었다. 대체 저 여인이 누구에게 시집을 가느냐 그것이 뭇 사내들의 궁금증이었다. 그런 그녀가 정인과 혼례를 앞두었을 때 뭇 사내들은 눈물을 훔칠 수밖에 없었다. 그러나 앞으로 홍주가 흘릴 눈물에 비하면 넓은 바다에 떨어진 한 알의 좁쌀 정도였다. 평생의 연인이라 여겼던 사내 장현과의 혼인을 앞둔 어느 날이었다. 장현은 임무를 수행하고 돌아온다며 길을 나섰고 오매불망 장현을 기다리는 홍주를 안타까워한 단오는 홍주를 데리고 꽃놀이를 나갔다. 그런데 꽃놀이를 마치고 돌아온 홍주를 기다린 것은 백년가약을 약속한 윤홍주 정혼자, 장현의 싸늘한 주검이었다. 홍주가 만들어준 노리개를 손에 꼭 쥔 채로 장현은 싸늘하게 식어있었다. 정혼자가 죽어가는지도 모르고 혼자 꽃놀이를 즐겼다는 생각에. 홍주는 매 순간 스스로를 자책하고 원망했으며 괴로워했다.
태양이 붉게 타오르는 여름이면 집 밖으론 한 발자국도 나서지 못했다. 흐드러지게 핀 꽃, 뜨거운 태양만 보면 자꾸만 그때의 기억이 떠올랐다. 그렇게 홍주는 죽으니만 못한 삶을 살게 된다. 시열의 아내.
- 이미도 : 나주댁 역 - 윤단오 유모

이화원에서 노비의 딸로 태어나 평생을 이화원에서 살았다, 어머니를 여읜 어린 단오와 홍주를 살뜰히 살핀 것도 나주댁이었다. 대감마님마저 돌아가시고 다른 노비들은 살 길을 찾아 떠났으나 나주댁만큼은 떠나지 않았다. 부모를 잃은 두 아이가 눈에 밟혀 차마 떠날 수가 없었기에. 아씨들을 챙기다 보니 혼기마저 훌쩍 넘겼지만 후회하지 않는다. 나주댁은 그저 유모가 아니라 두 아이와 생사고락을 함께한 동지이자 어미였다. 단오를 도와 이화원을 꾸려가지만, 극악의 손맛을 자랑한다. 역병에 걸린 단오를 돌보다 미각을 잃었기 때문이라고 늘 변명한다.
- 인교진 : 육육호 역 - 이화원 최고령 하숙생

윤단오 아버지 윤원 제자, 윤원이 죽자 남겨진 딸들이 가여워 종종 들여다보다가 결국 눌러 앉게 된다. 덕망 높은 집안이라 칭송 받던 대갓집에서 과거생이 기거하는 중촌의 객주가 되기까지 이화원에는 늘 육육호가 있었다. 이화원의 숨겨진 가족사를 누구보다 잘 아는 하숙생이기도 하다. 나주댁이 어미라고 한다면 육호는 단오와 홍주에게 아버지 같은 존재다. 대과에 매번 떨어져 만년 진사라고 놀림 받지만, 개의치 않고 허허 웃는다. 사실 과거에 매번 떨어지는 이유는 만성 장염 때문이다. 시험만 치면 앉은 자리에서 반시진도 못 버티고 변소로 도망치기 일쑤였다. 그러나 학문 실력만큼은 뛰어나 이화원의 하숙생들에게 많은 가르침을 준다.

### 부영각 사람들
- 한채아 : 화령 역 (†) - 부영각 행수

불혹이 넘은 나이에도 여전한 미색을 자랑하는 여인, 행수 기생으로 한양에서 가장 큰 객주 부영각을 운영하고 있다. 기방만 운영해선 큰돈을 만지지 못한다 여겨 일찍이 객주를 열었다. 객주의 실질적인 주인은 장태화지만 화령이 객주의 모든 것을 운영하고 있다. 과거 준비생들이 주로 모여있는 이화원과는 다르게 부영각은 잠도 자고 도박도 하며 술도 마실 수 있는 향락의 공간이다. 술 시중을 하는 여인들이 전부 기생들이라 사내들이 구름떼처럼 몰린다. 타고난 장사 수완으로 돈을 잃은 권세가의 자제들에게 높은 변리로 돈도 빌려준다. 외모만 보면 찔러도 피 한 방울 안 나올 것 같은 철의 여인 같지만, 그녀도 마음속 깊이 아픔이 있다. 밤낮 가슴 졸이고 눈물로 밤을 지새운다. 하지만 버티고 또 버틸 뿐이다. 언젠가 그분을 만나게 될 그날까지. 유하의 친어머니. (1회 ~ 16회)
- 황보름별 : 반야/임서현 역 - 부영각 기생, 판관 장태화 심복.

그녀는 비가 올 때도 뛰지 않았으며 더운 날도 찡그리지 않는다. 누구보다 콧대 높았으며 음전하고 고상했던 양반 여인이었기에. 반야의 아비가 목숨을 잃었던 그 순간 반야의 삶은 뒤집혔다. 집안이 몰락했고 반야 또한 관기가 되어 사내에게 몸과 웃음을 팔며 살아야 했다. 기방에 보내져 비참하고 처량한 삶을 살던 반야는 한 사내에게 마음을 빼앗기고 말았다. 여느 사내들처럼 여인의 몸을 탐하지 않는 사내의 이름은 강산이었다. 강산을 처음 본 순간 반야의 마음은 불구덩이 속으로 내던져진 듯했다. 강산의 그늘 진 얼굴은 자신을 무척이나 닮아있었다. 내가 기생만 아니었다면 저 사내를 낭군으로 맞을 수도 있지 않았을까?

### 이설을 쫓는 자들
- 오만석 : 장태화 역 (†) - 이설을 쫓는 자

한성부 판관이자 부영각의 실질적인 주인. 일찍이 좌의정 신원호의 눈에 들어 그의 사람이 되었으나 장태화가 믿는 것은 오로지 자기 자신 뿐이다. 과거 폐세손 이설을 쫓으라는 명을 받고 조선 최고의 정예무사 육인회를 조직해 이설을 추적했다. 오랜 수사 끝에 이설이 숨은 곳을 찾아내 급습했으나 여섯 무사들은 눈 깜짝할 사이 파수꾼의 손에 무참히 도륙 당했다. 장태화는 끔찍한 상황에 분노를 금할 길이 없었다. 바로 그 여섯의 무사 중에 자신의 아들이 있었기에 장태화도 아들을 그렇게 만든 파수꾼과 맞서 싸웠으나 쓰러지고 만다. 장태화는 단 한 번도 져 본 적이 없는 사람이었다. 그의 유일한 패배는 바로 이설을 놓친 것이었으며 처음 겪는 뼈 저린 아픔 또한 아들 장현의 죽음이었다. 이설과 파수꾼 그 두 놈이 실패와 절망을 동시에 안겨다 준 것이다. 내 반드시 폐세손 이설을 찾아내어 지난날의 패배를 만회하리라. 그리고, 내 아들을 죽인 파수꾼을 기필코 찢어 죽이리라..!
그렇게 장태화는 이설과 파수꾼을 찾아 죽이려는 일념으로 지금껏 살아왔다. (1회 ~ 17회)
- 안내상 : 신원호 역 - 좌의정

그는 임금의 편도 신하의 편도 아니다. 그저 조선의 편인 인물이다. 오직 조선이라는 국가의 종묘사직에만 관심이 있으며 이를 위해서라고 한다면 목숨을 바칠 수도 있는 인물이다. 이창의 명으로 사라진 세손 이설을 오랜 시간 찾아왔다. 하지만 이창의 뜻대로 죽이기 위함이 아니었다. 이창이 알면 목이 날아갈 일이었으나 훗날 흔들릴지도 모르는 보위에 대한 걱정에 이설을 찾아온 것이다. 보위가 위태로워지면 종묘사직도 위태로워지는 법이니까.
- 현우 : 이창 역 (†) - 조선 임금

대군이었으나 옥좌에 대한 욕망으로 역모를 일으킨다. 형님인 세자 이평과 동생 금령대군을 모두 죽이고 원하던 옥좌에 오르지만 형제들을 죽였다는 패륜의 딱지까지 떼어낼 수는 없었다. 게다가 역모를 일으킨 그날 죽이지 못한 세손 이설의 존재는 늘 그를 괴롭혔다. 어디선가 나타나 등 뒤에서 칼을 꽂을 것 같은 불안감으로 십수 년을 살아왔다. 그렇게 그의 정신은 탁해져만 갔고 점술에 의지하기 시작했다. 왕권을 공고히 하기 위해서는 자신 말고 또 다른 적통은 필요치 않았다. 그러려면 이설을 찾아내 죽여야 했다. 조선의 임금은 나고, 앞으로도 그럴 것이다. 마지막은 강상 앞에서 폭주하고 스스로 목숨을 끊었다. (1회 ~ 18회)
- 권도형: 장현 역 (†) - 육인회 일원

장태화 아들이자 윤홍주 정혼자로 아버지의 뒤를 이어 무인의 길에 들었으며, 뛰어난 무예 실력으로 육인회의 일원이 된다. 홍주와의 혼례를 앞두고 폐세손 이설을 죽일 기회를 잡는다. 이 일만 성공하면 임금의 눈에 들 것이고 그렇게 되면 자신과 홍주의 미래가 밝을 것이라 생각했다. 하지만 폐세손 이설을 찾아 죽이기 직전 파수꾼에 의해 죽음을 맞이 한다. (1회, 10회, 15회 특별출연)
- 송지혁 : 최종수 역 - 한성부 관원, 장태화 수하.
- 김현식 : 김무형 역 - 한성부 관원, 장태화 수하.

### 궁궐 사람들
- 길은혜 : 박혜빈 역 - 이창 후궁

뱃속에 이창의 씨를 품고 있다. 달을 넘어 출산을 하면 아들을 낳지 못한다는 어느 스님의 말에 마음이 급해진다. 내 기필코 아들을 낳아 보위에 올릴 것이다. 박귀인의 원대한 야망은 그녀를 더욱더 악의 구렁텅이로 내몬다. 첫 시작은 갓 태어난 자신의 딸을 사내아이로 바꿔치기하는 것이었다. 그 다음은 자신의 아들을 보위에 올리기 위해 모든 경쟁자들을 처단하는 것. 그렇게 박귀인은 이창을 도와 폐세손 이설을 찾기 시작한다.
- 남기애 : 대비 역 - 형제의 난. 그 속에서 그들의 어미는 늘 지옥이었다. 아들 이평과 금령대군을 먼저 떠나보내고 손주 이설마저 행방이 묘연해지자 대비는 긴 세월 침묵으로 일관하며 아픔을 흘려보냈다. 하지만 이창의 폭정이 이어지며 대비도 마음을 바꾼다. 이대로라고 한다면 왕실 뿐만 아니라 조선까지 위태로워질 수 있기에 이제 남은 희망은 사라진 이설 뿐이다.
- 이준혁 : 노성길 역 - 선대왕 상선

이설의 얼굴을 알고 있는 유일한 인물, 은퇴하고 궐 밖으로 나와 살던 중, 돈 몇 푼에 어린 이설을 배신하고 함정에 빠뜨렸다. 장성해 돌아온 이설을 한눈에 알아보지만 이 역시 돈이 될 것이란 생각에 모른 척한다. 그렇게 '이설 장사'를 하며 마치 장기판을 내려다보듯 현 상황을 즐기는 중이다.
- 주석태 : 김환 역 (†) - 내금위장

이창이 유일하게 믿는 인물. 이창이 대군이었을 시절 이창을 도와 함께 역모를 일으켰다. 역모가 성공한 이후 내금위장이 되어 지금까지 이창을 보좌하고 있다. 누구보다 빠른 눈으로 이창의 안전에 위협을 가할만한 것들을 처리해 왔다. 출세에도 정치에도 별 관심이 없다. 그가 바라는 것은 오로지 임금의 안위뿐이다.
- 최태환 : 윤구남 역 - 내금위

임금을 모시기 위해 내금위가 되었다. 눈치는 없지만 의리는 있다.

### 목인회
- 도형 : 박필 역 - 목인회 일원
- 지건우 : 윤희성 역 - 목인회 일원

### 그 외 인물
- 미상 : 궁녀 역
- 미상 : 정유하 본가 몸종의 아이 역
- 미상 : 윤단오 부친 역
- 미상 : 찬모 역
- 미상 : 옥분 역
- 미상 : 금령대군 역
- 미상 : 금령대군 여종 역
- 이동희 : 무학 스님 역 - 속세를 떠도는 의문스러운 인물
- 배현경 : 김치운 역 - 개성 송방 상인, 前 세자익위사.

한양에서 송방 상인을 이끌고 있다. 물건 뿐만 아니라 정보도 거래한다.
- 미상 : 김홍익 역
- 미상 : 한성부 군사 역
- 미상 : 시골 무사 역
- 미상 : 정유하의 친부 역
- 미상 : 한성부 판관 역
- 미상 : 종사관 역
- 신지훈
- 미상 : 장태화의 수하 역
- 미상 : 의원 역
- 미상 : 사찰의 노승 역
- 미상 : 훈련도감 제조 역
- 이관훈

### 특별출연
- 한은성 : 정길준 역 - 유하의 이복 형
- 박휘순 : 옹 생원 역 (1회 ~ 2회)
- 신지훈 : 이평 역 - 설과 겸의 아버지

## 시청률
아래의 파란색 숫자는 '최저 시청률'이고, 빨간색 숫자는 '최고 시청률'입니다. 시청률 조사 회사와 지역별로 시청률에 차이가 있을 수 있습니다.
| 2023년 | 2023년   | 2023년     | 2023년       |
| 회차   | 방송일   | AGB 시청률 | AGB 시청률   |
| 회차   | 방송일   | 한국(전국) | 지역(수도권) |
| ------ | -------- | ---------- | ------------ |
| 1회    | 3월 20일 | 4.4%       | 4.8%         |
| 2회    | 3월 21일 | 3.8%       | 4.0%         |
| 3회    | 3월 27일 | 3.7%       | 3.8%         |
| 4회    | 3월 28일 | 3.7%       | 3.8%         |
| 5회    | 4월 3일  | 3.7%       | 4.1%         |
| 6회    | 4월 4일  | 3.9%       | 4.4%         |
| 7회    | 4월 10일 | 3.7%       | 4.1%         |
| 8회    | 4월 11일 | 3.8%       | 3.8%         |
| 9회    | 4월 17일 | 3.7%       | 4.0%         |
| 10회   | 4월 18일 | 3.7%       | 4.0%         |
| 11회   | 4월 24일 | 3.2%       | 3.3%         |
| 12회   | 4월 25일 | 3.2%       | 3.3%         |
| 13회   | 5월 1일  | 3.8%       | 4.1%         |
| 14회   | 5월 2일  | 4.1%       | 4.2%         |
| 15회   | 5월 8일  | 4.0%       | 4.3%         |
| 16회   | 5월 9일  | 4.5%       | 4.6%         |
| 17회   | 5월 15일 | 4.1%       | 4.3%         |
| 18회   | 5월 16일 | 5.0%       | 5.2%         |

## 참고 사항
- 프로그램 기획서에 기재된 청춘 로코 사극 드라마 '꽃선비 열애사'의 기획 의도는 다음과 같다.

1.  그 시절, 청춘들이 써 내려가는 싱그러운 열애사(熱愛史)
조선식 쉐어하우스 객주 이화원.
그곳엔 팍팍한 현실 탓에 사랑을 글로만 배웠던 여주인 윤단오(신예은)가 있었다.
이번 생엔 낭만적 사랑 따윈 불가능하다 믿었건만! 
하늘에서 뚝 떨어진 듯한, 세 명의 꽃선비들이 하숙생으로 들어온다. 
이름하여, 애정 소설을 주욱 찢고 나온 듯한 소찢남이라고나 할까? 
꽃다운 청춘남녀들이 한데 모여 살게 되었으니, 사랑이 꽃피지 않을 리 없었다.
불꽃처럼 마음을 뜨겁게 타오르게 만드는 심쿵밀당남! 강산! 
이슬비처럼 마음을 촉촉이 적시는 폭풍직진남! 정유하!
양파처럼 까도 까도 새로운 매력이 넘쳐나는 입덕유발남! 김시열!
이 중, 단오와 함께 애정 소설의 다음 장을 장식할 사내는?
왠지 사랑의 시그널을 보내야 할 것만 같은 객주 이화원. 
그곳에서 펼쳐지는 상큼발칙한 꽃청춘들의 가슴 뛰는 로맨스.
친구 같다가도 연인 같고. 싸우다가도 정분이 나고, 
내 맘을 들었다 놨다, 내꺼인 듯 내꺼 아닌 내꺼 같은. 
그들의 단짠 폭발! 설렘 가득한 썸과 쌈이 대폭발! 하는 열애사에 집중하다 보면 식었던 마음이 다시 뜨거워지고, 굳었던 심장이 다시 뛰게 될 것이다. 
2. 위기의 조선, 시대를 바꿀 자는 누구인가?
거의 모든 역사는 현재로 통한다고들 한다. 
그렇다면 우리가 사는 현재, 지금은 어떤 세상일까? 
청춘들은 연애, 결혼, 출산을 넘어 꿈과 희망까지 포기한 N포세대라 불리며, 사각지대에 놓인 노인들은 스스로 삶을 포기한다 하여 노포세대라 불리곤 한다. 
거기에 좌우 갈등, 세대 갈등. 차별과 갈등이 난무한 시대. 그야말로 헬조선이다. 
이제 역사를 들여다보자. 헬조선이 아닌 진짜 조선은 과연 어땠을까? 
지금보다도 더한 차별과 억압, 그리고 희망이 없는 시대였을 것이다. 
그 시절, 신분 차별은 만연했고, 때때로 찾아오는 전쟁과 가뭄에 목숨까지 위태했다. 
거기에 탐관오리의 폭정과 왕권의 독재도 한몫했으니, 그야말로, 차별과 억압의 시대다.
그러한 조선에도, 더 나은 세상을 꿈꾸는 사람들은 분명히 존재했다. 
이 작품은 더 나은 세상을 꿈꿨던 청춘들의 이야기이다. 
차별과 갈등을 넘어서 평등과 화합으로 가는 길. 
그 길을 걷는 가슴 뜨거운 청춘들의 이야기를 통해서,
세상을 바꿀 유일한 존재는 우리 자신뿐이라는 말을 하고 싶다. 
우리는 지금. 살아내는 것만으로도 세상을 바꾸는 중일지도 모른다. 
작은 날갯짓이 태풍을 만들 듯. 그렇게 세상은 변화하고 나아가고 있다. 
그러니 포기하지 말고, 지치지 말고, 오늘을 내일을 잘 살아냈으면 좋겠다.

- 이미도, 인교진은 KBS 2TV 월화 드라마 《발칙하게 고고》 이후 8년 만에 재회하여 캐스팅되었다.
- 현우, 안내상은 JTBC 주말 특별 기획 드라마 《송곳》 이후 8년 만에 재회하여 캐스팅되었다.
- 안내상, 이준혁은 MBC 월화 드라마 《역적 - 백성을 훔친 도적》 이후 6년 만에 재회하여 캐스팅되었다.
- 이준혁, 이미도는 SBS 주말 특별 기획 드라마 《미세스 캅 2》, KBS 2TV 주말 드라마 《아버지가 이상해》에 이어서 세 번째로 재회하여 캐스팅되었다.
- 기민수 KBS 드라마운영팀장 인터뷰에서 "SBS가 야심차게 기획한 미스터리 밀착 청춘 사극 드라마 《꽃선비 열애사》는 안방 극장에서 왕실 이야기가 주류를 이뤘던 여타 사극물과는 다르게 평점 9.9점을 자랑하는 소설가 김정화 작가의 동명 웹 소설을 극화한 작품이기 때문에 청춘들의 상큼 발칙한 이야기로 다양한 인간 군상의 모습을 담아 참신한 분위기를 다룬 점에 착안하여 원작 그대로의 탄탄한 스토리로 극적인 재미가 더해져 수 많은 시청자들에게 신선한 감동과 웃음을 선사할 수 있는 웰메이드 드라마의 탄생을 예고하고 있지만 방송 초반 반응이 좋지 않을 경우 시청률이 현저히 떨어질 가능성이 있어 관심이 쏠린다"라고 덧붙였다.
- 박기호 KBS 드라마본부장 인터뷰에서 "역사 왜곡 시비 문제로 큰 홍역을 치렀던 《조선구마사》 폐지 사태를 계기로 실력과 스타성을 두루 갖춘 대세 배우 신예은을 비롯한 연기력이 검증된 청춘 스타들을 드라마 주연 급에 전격 기용하고 민감한 역사 왜곡 방지 차원에서 픽션, 미스터리, 로맨스 등 세 가지 요소를 가미하여 130억 원 규모의 막대한 제작비가 투자된 사전 제작 드라마기 때문에 최근 장르물과 원톱물이 인기를 끄는 드라마 트렌드에서 자체적으로 완성도에 기대가 높아 해외 판권 독점 계약을 위한 사전 심의 기간을 염두에 두고 북아메리카, 유럽, 일본 등 동아시아 국가를 비롯한 전 세계 50여 개 국에서 판권 계약을 체결하여 각 방송사의 월화 드라마 시청률을 선점하기 위해 본방송 시점을 SBS 드라마본부 측에서 2023년 3월 20일로 최종 확정했다"라고 덧붙였다.[2][3]
- 프로그램 기획서에 당초 16부작 미니 시리즈 드라마로 가닥을 잡았다가 작품 완성도를 높이기 위해서 18부작 미니 시리즈 드라마로 수정한 바 있다.

## 수상
- 2023년 SBS 연기대상 미니시리즈 멜로&로코 부문 남자 우수 연기상 (려운)
- 2023년 SBS 연기대상 미니시리즈 멜로&로코 부문 여자 우수 연기상 (신예은)

## 같이 보기
- 대한민국의 텔레비전 드라마 목록
- 2023년 대한민국의 텔레비전 드라마 목록